# Circonscription Woreda 6
La circonscription Woreda 6 est une des 23 circonscriptions législatives de la ville-région d'Addis-Abeba. Son représentant actuel est Girma Seyfu Maru.